# Gambia na Mistrzostwach Świata w Lekkoatletyce 2013
Gambia na Mistrzostwach Świata w Lekkoatletyce 2013 – reprezentacja Gambii podczas czempionatu w Moskwie liczyła 1 zawodnika.

## Występy reprezentantów Gambii
| Konkurencja            | Zawodnik        | Runda 1  | Runda 1 | Półfinał | Półfinał | Finał    | Finał   |
| Konkurencja            | Zawodnik        | Rezultat | Pozycja | Rezultat | Pozycja  | Rezultat | Pozycja |
| ---------------------- | --------------- | -------- | ------- | -------- | -------- | -------- | ------- |
| Bieg na 100 m mężczyzn | Suwaibou Sanneh | 10,46    | 41.     | NQ       | NQ       | NQ       | NQ      |